# Fernando de Carvalho Ruas
Fernando de Carvalho Ruas (* 15. Januar 1949 in Farminhão, Viseu) ist ein portugiesischer Politiker (PSD). Er war langjähriger Bürgermeister der Stadt Viseu und ist seit 2014 Europaabgeordneter.

## Leben
Fernando Ruas wurde in der Gemeinde Farminhão unweit der nordportugiesischen Stadt Viseu geboren. Er studierte Wirtschaftswissenschaften an der Universität Coimbra. Seit seiner Jugend ist er Mitglied der portugiesischen Sozialdemokraten (PSD).
1989 gewann er bei den Lokalwahlen das Bürgermeisteramt der Stadt Viseu, das er bei allen folgenden Lokalwahlen (1993, 1997, 2001, 2005, 2009) bis 2013 verteidigte. Neben dieser Aufgabe übernahm er zahlreiche weitere politischen Ämter, unter anderem war er Vorsitzender der Distriktversammlung von Viseu seit 1990 und Vorsitzender des portugiesischen Städtetages (Associação Nacional de Municípios) seit 2002. Seitens der Assembleia da República war er für den europäischen Ausschuss der Regionen nominiert worden.
Nachdem er 2013 bei den Lokalwahlen nicht mehr antreten durfte, nominierte ihn seine Partei für den zweiten Platz auf der Listenverbindung Aliança Portugal für die Europawahlen 2014. Die Listenverbindung errang sieben Plätze, sodass Ruas seit Mai 2014 Europaabgeordnete für Portugal ist. In seinem Amt als Bürgermeister der Stadt Viseu folgte ihm Almeida Henriques (PSD) nach.
Fernando Ruas ist verheiratet.